# Cayleyjeva formula
Cayleyjeva formula jedan je od temeljnih rezultata u teoriji grafova. Moderni iskaz formule nastao je 1889. od strane britanskog matematičara Arthura Cayleya. Formula tvrdi da je broj stabala s {\displaystyle n} vrhova jednak {\displaystyle n^{n-2}}.
Ovdje, dakako, ne uzimamo u obzir simetrije, zrcaljenja i slično pa će mnoga stabla biti izomorfna. Primjerice, broj stabala sa šest vrhova je 1296, no među njima samo je šest neizomorfnih.

## Povijest
Formulu je otkrio Carl Wilhelm Borchardt 1860. i dokazao ju preko determinante. Formulu je 1889. proširio Cayley, uzevši u obzir stupnjeve grafa pa zato danas formula nosi njegovo ime.